# Kinich Ahau

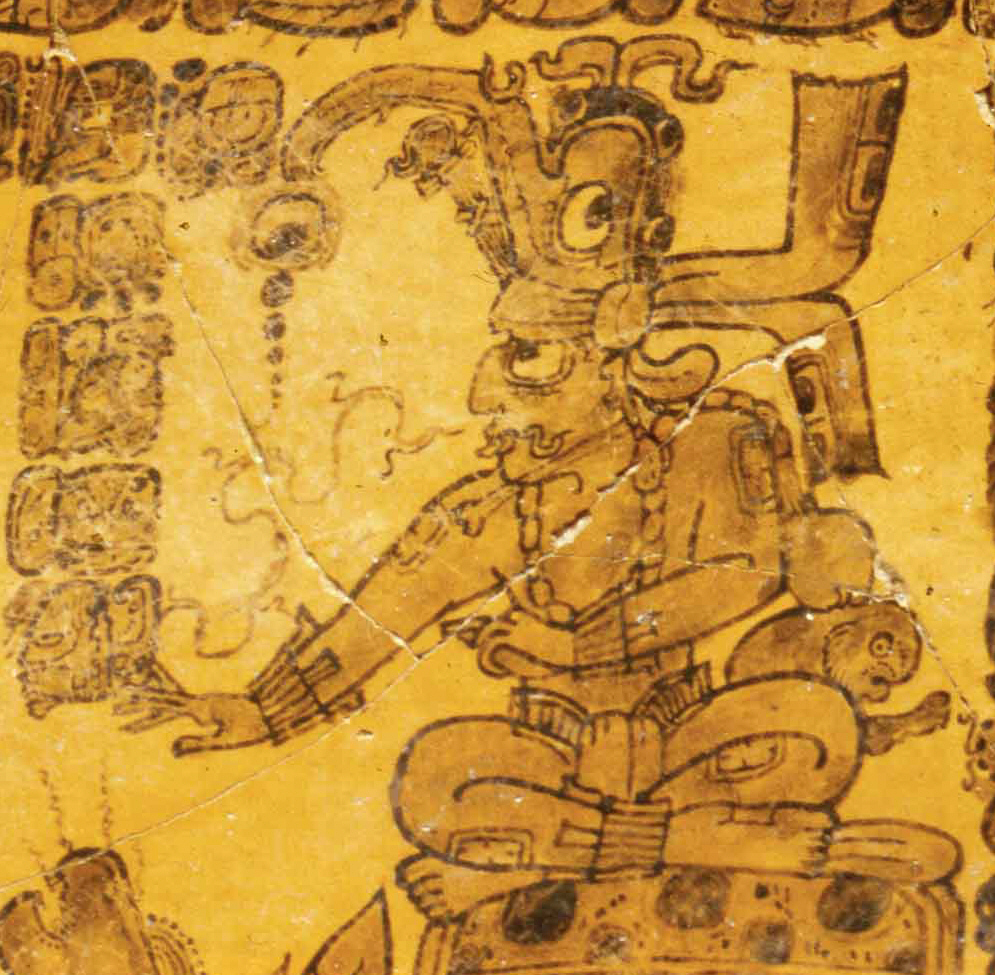
Kinich Ahau reprezentat sub formă de conducător, perioada clasică

Kinich Ahau (K'inich Ajaw) este numele Yucatec din secolul al XVI-lea al zeului mayaș al soarelui. Kinich Ahau a fost desemnat ca zeu G în clasificarea Schellhas-Zimmermann-Taube. În perioada clasică, zeul G este înfățișat ca un om de vârstă mijlocie, cu nas acvilin, ochii mari pătrați, sașiu, și cu un incisiv în rândul de sus al dinților. În rândul populației Lacandon din sud, Kinich Ahau a continuat să joace un rol bine stabilit până în a doua jumătate a secolului al XX-lea. 